# Claude Fyot de Mimeure
Claude Fyot de Mimeure, markiz de Mimeure (ur. 1734, zm. 1790) był francuskim wpływowym arystokratą i politykiem. Wywodził się z burgundzkiej szlachty.
Pełnił funkcję notariusza parlamentu Burgundii w Dijon. Wielokrotnie wspominają jego osobę: Mémoires de l'Académie des sciences, arts et belles-lettres de Dijon wydawane przez akademię w Dijon.
Jego synem był pisarz Claude Philibert Casimir Fyot (1763-1849), który posłował do stanów generalnych 1789 roku jako deputowany stanu szlacheckiego.